# Les quatre plomes (pel·lícula de 1939)
Les quatre plomes (original: The Four Feathers) és una pel·lícula britànica d'aventures dirigida per Zoltan Korda, estrenada el 1939 i doblada al català. Està basada en la novel·la homònima d'A. E. W. Mason escrita el 1902.

## Argument
A finals del segle xix, quatre joves acabats de sortir d'una escola militar han d'unir-se a les seves unitats al Sudan, durant la Guerra del Mahdí. Un d'ells dimiteix el dia abans de la sortida. Els tres altres, així com la seva promesa, li envien una ploma blanca cadascun, símbol de covardia. A partir d'aquí, ho farà tot per provar el seu valor i restituir-los les plomes blanques.

## Repartiment
- John Clements: Harry Faversham
- Ralph Richardson: Capità John Durrance
- Charles Aubrey Smith: General Burroughs
- June Duprez: Ethne Burroughs
- Allan Jeayes: General Faversham
- Jack Allen: Tinent Thomas Willoughby
- Donald Gray: Peter Burroughs
- Frederick Culley: Dr. Sutton
- Clive Baxter: Harry Faversham, de jove
- Robert Rendel: Coronel
- Derek Elphinstone: Tinent Parker
- Hal Walters: Joe
- Norman Pierce: Sergent Brown
- Henry Oscar: Dr. Harraz
- John Laurie: El califa
- Archibald Batty: Lubbock
- John Lamir: El Madhi

## Premis i nominacions

### Nominacions
- 1939. Palma d'Or al Festival Internacional de Cinema de Cannes per Zoltan Korda
- 1939. Copa Mussolini al Festival Internacional de Cinema de Venècia per Zoltan Korda
- 1940. Oscar a la millor fotografia per Georges Périnal i Osmond Borradaile

## Al voltant de la pel·lícula
- Aquesta pel·lícula és la quarta de les set adaptacions cinematogràfiques de la novel·la de Mason, narrada amb pulcritud i un estil clàssic. El 1955, el mateix Zoltan Korda corealitzarà una altra versió (Tempesta sobre el Nil ) en companyia de Terence Young.[2]